# Kamisato
Kamisato (上里町, Kamisato-machi) est un bourg du district de Kodama, dans la préfecture de Saitama, au Japon.

## Géographie

### Situation
Kamisato est situé dans l'extrême nord-ouest de la préfecture de Saitama, dans le Grand Tokyo.

### Municipalités limitrophes
| Takasaki | Tamamura | Tamamura |
| Fujioka  | Kamisato | Honjō    |
| Kamikawa | Honjō    | Honjō    |

### Démographie
Au 1er décembre 2013, la population de Kamisato s'élevait à 30 743 habitants répartis sur une superficie de 29,21 km2. En octobre 2024, la population était de 30 523 habitants.

## Histoire
Le village de Kamisato a été créé le 3 mai 1954 de la fusion des anciens villages de Jimbohara, Kami, Shichihongi et Nagahata. Kamisato a été élevé au rang de bourg le 3 novembre 1971.

## Transports
Kamisato est desservi par la ligne Takasaki de la JR East à la gare de Jimbohara.